# Сесюнин, Евгений Зиновьевич
Евге́ний Зино́вьевич Сесю́нин (9 декабря 1942, Бердяуш, Челябинская область — 27 июня 2022, Екатеринбург) — советский футболист и футбольный тренер. Играл на позиции полузащитника. Мастер спорта СССР (1968).

## Карьера

### Клубная
Воспитанник юношеской команды «Локомотив» (Каменск-Уральский). На взрослом уровне начал выступать в «Металлурге» из Каменска-Уральского, затем играл за челябинский «Локомотив». В 1962 году перешёл в «Уралмаш».
В 1965 году перешёл в московское «Динамо». Единственный матч за команду в высшей лиге сыграл 11 июля 1965 года против ростовского СКА, выйдя на замену на 55-й минуте вместо Игоря Численко. Также сыграл 14 матчей за дубль «Динамо» и уже в августе 1965 года вернулся в Свердловск.
С лета 1965 года в течение семи сезонов снова играл за «Уралмаш». В общей сложности сыграл за команду около 300 матчей. В сезоне 1969 года со своей командой играл в высшей лиге, где провёл 32 матча и забил 3 гола, однако команда не смогла удержаться на высшем уровне.
В конце карьеры играл за пермскую «Звезду».
Скончался 27 июня 2022 года.

### Тренерская
Работал на посту тренера (1977) и старшего тренера (1980) клуба «Уралмаш».

## Награды
- Мастер спорта: 1968